# Бранко Ђурић Ђуро
Бранко Ђурић Ђуро (Сарајево, 28. мај 1962)  је српски и босанскохерцеговачки глумац, редитељ, гитариста и певач рок групе Бомбај штампа.

## Биографија
Ђурић је рођен у породици оца Србина и мајке Муслиманке. Славу у бившој Југославији је стекао серијом Топ листа надреалиста. Такође је певач сарајевске рок групе Бомбај штампа.
Током рата у бившој СФРЈ, Ђурић се преселио у Словенију, где и сада живи и води продуцентску компанију Тијатер 55. Ожењен је словеначком глумицом Тањом Рибич, са којом је глумио у филму Кајмак и мармелада. Ђурић има сина Филипа, и кћерке Залу и Елу.
Такође је радио у Хрватској, где је имао своју емисију Пет минута славе на Нова ТВ, као и у комедији Наша мала клиника.
Од фебруара 2007. Ђурић је глумио у емисији Ђурине жуте минуте на телевизији Б92.
Био је члан жирија у другој и четвртој сезони емисије Твоје лице звучи познато током 2014. и 2017. на телевизији Прва, а 2017. је био члан жирија у емисији Суперљуди на телевизијама Прва и РТЛ.

## Филмографија
| Год.   | Назив                              | Улога                       |
| ------ | ---------------------------------- | --------------------------- |
| 1980-е |                                    |                             |
| 1984.  | Топ листа надреалиста (серија)     | Разни карактери (1984—1991) |
| 1985.  | Аудиција                           | Соломон Бићакћић            |
| 1986.  | Ово мало душе                      | Ибрахим Халиловић           |
| 1988.  | Дом за вешање                      |                             |
| 1989.  | Кудуз                              | Алија Горо                  |
| 1989.  | Како је пропао рокенрол            | Ђура Веселиновић            |
| 1990-е |                                    |                             |
| 1991.  | Видео јела, зелен бор (ТВ)         | Поштар Сима                 |
| 1993.  | Гњурац                             | Љубинко                     |
| 1998.  | Блуз за Саро                       |                             |
| 2000-е |                                    |                             |
| 2001.  | Покер                              |                             |
| 2001.  | Ода Прешерну                       | Еднан                       |
| 2001.  | Ничија земља                       | Чики                        |
| 2003.  | Папа буоно, Ил                     |                             |
| 2003.  | Кајмак и мармелада                 | Божо                        |
| 2003.  | Мали свет                          | Осумњичени                  |
| 2004.  | Ривоглио и миеи фигли (ТВ)         | Аркаду                      |
| 2004.  | Наша мала клиника (серија)         | Недим                       |
| 2005.  | Бал-Кан-Кан                        | Шефкет Рамадани             |
| 2005.  | Аматеми                            | Дражен                      |
| 2008.  | Трактор, љубезен ин Роцк'н'Ролл    | Бреза                       |
| 2009.  | Триаж                              | Др Талзани                  |
| 2010-е |                                    |                             |
| 2011.  | У земљи крви и меда                | Александар                  |
| 2014.  | Монтевидео, видимо се!             | Миљенко Паковић „Пако”      |
| 2014.  | Монтевидео, видимо се! (ТВ серија) | Миљенко Паковић „Пако”      |
| 2020-е |                                    |                             |
| 2021.  | Десет у пола                       | Енес                        |